# Куинси Хол
Куинси Хол (на английски: Quincy Hall) е американски лекоатлет, който се състезава на 400 метра и 400 метра с препятствия. Той е носител на златен медал от летните олимпийски игри през 2024 г. в дисциплината 400 метра бягане. Хол е и световен шампион за 2023 г. на щафета 4 × 400 m.

## Биография
Хол е роден на 31 юли 1998 г. в Канзас Сити, щата Мисури, САЩ.